# Berbers geloof
Het Berberse geloof of het Amazigh-geloof is de religie van het volk dat zich verspreidde over geheel Noord-Afrika ten westen van het Oude Egypte en Nubië, tegenwoordig de Berbers genoemd.
Het Berberse pantheon werd met name beïnvloed door hun Egyptische buren, gevolgd door de Feniciërs, de Joden, de oude Grieken en de Romeinen. Deze genoemde volkeren waren wederom beïnvloed door het lokale Berberse geloof.

## Grafcultuur

### Vroegste periode
De graven van de oude Berbers en hun voorouders wijzen erop dat de Berbers en hun voorvaders (de Ibéromaurusiers en de Capsiërs) geloofden in een leven na de dood. De archeologische opgravingen in de Noordwest-Afrikaanse prehistorische graven laten zien dat de lichamen van de gestorvenen waren geverfd met rode oker. Deze praktijk is herkenbaar in zowel de Ibéromaurusische als de Capsische graven. Toch is die cultuur eerder aan de Capsiërs toe te schrijven dan aan de Ibéromaurusiers. Daarnaast bevonden er zich struisvogeleieren, juwelen en wapens bij de begravenen. De manier waarop de begravenen werden neergelegd is opmerkelijk. Bepaalde lichamen waren op hun zijde gelegd, terwijl anderen in foetale positie werden getroffen.
De prehistorische Noordwest-Afrikaanse mensen begroeven de lichamen van de gestorvenen in oppervlakkige graven. Zodra men er bewust van werd dat deze graven makkelijke prooien waren voor wilde dieren, begon men ze dieper te begraven. Op een later tijdperk begroeven ze de gestorvenen in grotten, ronde graven, rotsen, grafheuvels en andere soorten graven.

### Piramidegraven
De graven van de vroege Berbers kenden een evolutie van primitieve structuren naar meer ontwikkelde graven zoals de piramidische graven in Noordwest-Afrika. Dergelijke prestigieuze piramidegraven waren voorbehouden aan belangrijke persoonlijkheden. Mohammed Chafik probeerde de Berberse piramidische graven in verband te brengen met de Oud-Egyptische graftombes op basis van etymologische en historische gegevens.
 De meest bekende Berberpiramides zijn de Piramide van Medracen, die ongeveer 19m hoog is, en de Oud-Mauretanische piramide, in het westen ook bekend als Het graf van de christelijke vrouw, van ongeveer 30m hoog.

### Mummies
In tegenstelling tot de meeste Berbers van Noord-Afrika, mummificeerden de Guanches de gestorvenen. In 1958 ontdekte professor Fabrizio Mori een Libische mummie, die ongeveer duizend jaar ouder was dan de oudste Oud-Egyptische mummies.

### Voorouderverering
De cultus van de dood was een van de onderscheidende kenmerken van de Berbers in de oudheid. Pomponius Mela vertelde dat de Augelae (het moderne Aujila in het huidige Libië) de geesten van hun voorouders als godheden vereerden. Ze legden de eed bij hun namen af, ze vroegen hen om raad, en na het verzoek sliepen ze en vertrouwden op alles wat ze ervan zouden dromen.
Herodotus (484-ca. 425 v.Chr.) heeft hetzelfde beschreven in zijn vierde boek over de Nasamoniërs die de woestijn rond Siwa en Augila bewoonden:
Ze zweren bij de mensen onder hen, die gekenmerkt waren door hun rechtvaardigheid en moed. En dat doen ze door hun handen te leggen op hun graven; ze vergoddelijken hen door hun grafheuvels te bezoeken en erop te liggen na het bidden. En wat ze ook in hun dromen zouden zien, zouden ze aanvaarden.
Het vereren van heiligen, zogenaamde Maraboets, bestaat nog voort in hedendaagse Berberse rurale gemeenschappen. Het is wijd verspreid in heel Noord-Afrika ten westen van Egypte, maar vooral typerend voor Marokko.
In de oudheid vereerden de Berbers ook hun overleden koningen. Het is zelfs mogelijk dat ze hen als godheden beschouwden. De meest prestigieuze Berberse monumenten uit de Klassieke oudheid zijn Numidische en Mauretanische mausoleums.

## Megalithische cultuur

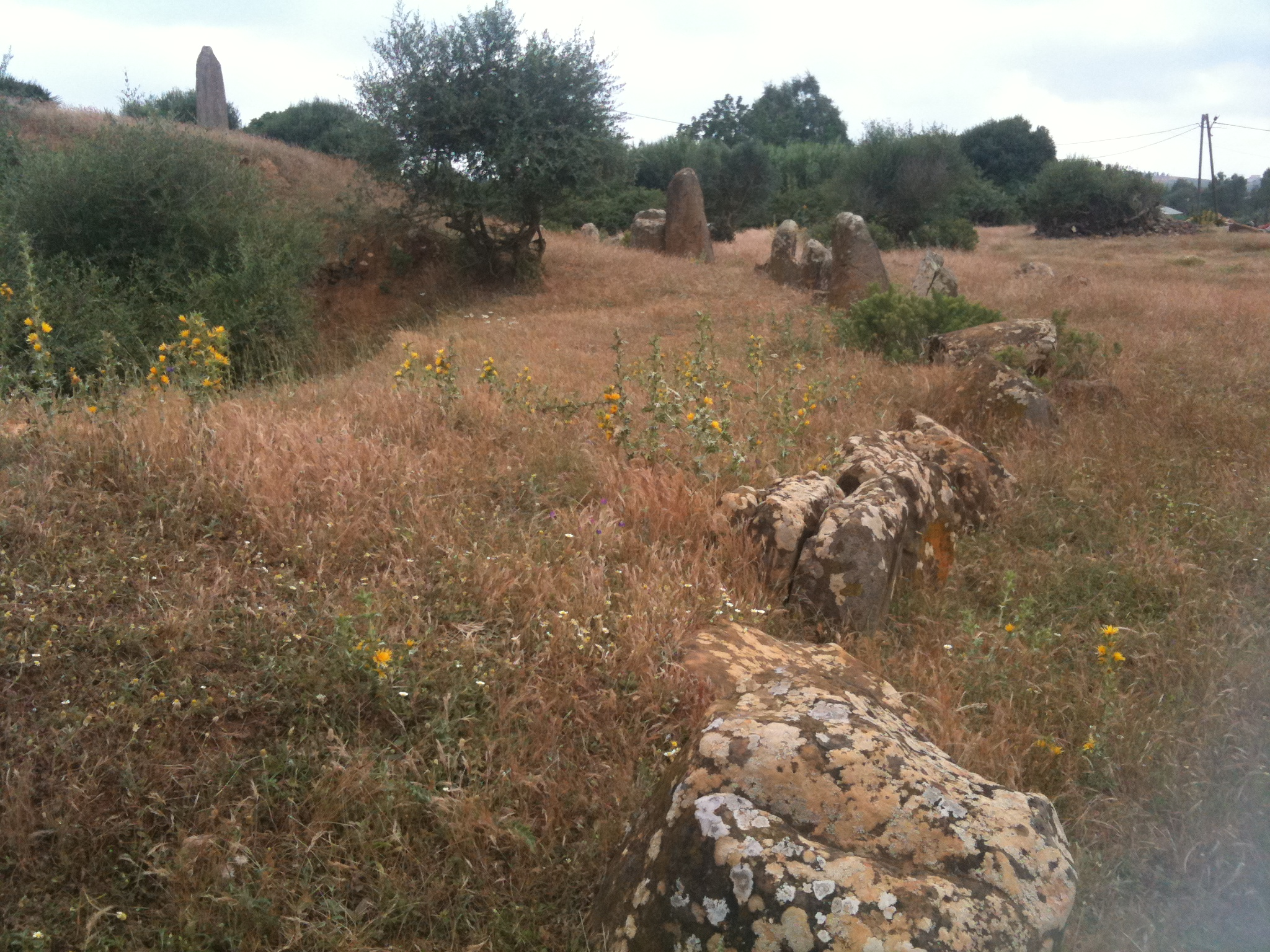
Megalieten van Msoura

Voor veel prehistorische volkeren waren rotsen heilig, zo ook voor de Berbers. Augustinus van Hippo merkte op dat de heidense Afrikanen rotsen vereerden, zoals ook de Berber Apuleius dit in de 2e eeuw v.Chr. al had beschreven.
In Noordwest-Afrika bevindt zich een veelvoud aan megalithische structuren, tot op heden vaak weinig onderzocht. Niet alleen de Berbers, ook de Feniciërs kenden megalithische monumenten: het zogenaamde bethel ‘godshuis’ in de Semitische talen. Het megalithische monument in Mogador aan de Atlantische kust wordt dan ook vaak toegeschreven aan de Feniciërs.
Het monument van Msoura (noordwest Marokko) is het bekendste megalithische bouwwerk in Noord-Afrika ten westen van Egypte. Het bestaat uit een steencirkel rond een grafheuvel en een meer dan vijf meter hoge staande steen. Volgens de legende is het het mausoleum van de mythische Libische koning Antaios.
Ten zuiden van Casablanca bevindt zich een in 1926 onderzochte megalithische plaats. Het bevat wat waarschijnlijk funeraire inscripties zijn in het zogenaamde Libisch schrift.
Naar men aanneemt bevatte deze cultuur religieuze aspecten van een dodencultus of een sterrendienst (astrolatrie).

## Zon- en maanverering
Ayyur, maan in de Berbertalen, was de naam van een Berberse maangod die volgens de Franse historicus Gabriel Camps werd geëerd in Noordwest-Afrika.
Herodotus schreef dat de Libiërs offerden aan de maan en de zon:
Ze (de Libiërs) beginnen met het oor van het slachtoffer, dat ze afsnijden en over hun huizen gooien; als dit gedaan is, vermoorden ze het dier door de nek om te draaien. Ze offeren aan de zon en de maan, maar aan geen andere god. Deze verering geldt voor alle Libiërs.(boek IV.168-198)
Cicero (105-43 v.Chr.) heeft het over dezelfde cultus in zijn boek De droom van Scipio:
Toen ik [Scipio] aan hem werd voorgesteld, omarmde de oude man Massinissa, de koning van Numidië me, huilde en keek naar de hemel en riep: "Ik dank u, o machtige Zon en andere hemelse wezens, omdat ik voor te sterven Publius Cornelius Scipio in mijn koninkrijk en paleis aanschouw..."
Er zijn in Noordwest-Afrika ook Latijnse inscripties over de zonnegod, bijvoorbeeld in Souk Ahras. Het werd uitgedrukt als Solo Deo Invicto.
De Koptische Samuel de Belijder werd tevergeefs door de zonaanbiddende Berbers ertoe gedwongen de zon te vereren.
Ook Thor Heyerdahl geloofde dat de Piramides van Güímar op Tenerife aan de zon gewijd waren. Hij dacht dat de piramidecultuur door de zonaanbiddende Berbers van het Middellandse Zeegebied naar de Canarische Eilanden was gebracht. In werkelijkheid vereerden de Guanches een god genaamd Achaman aan wie ze offers in grotten gaven. Deze god was figuratief afgebeeld als de zon en hij zou verwant zijn aan de god Amon.
De Guanches vereerden ook een zonnegod in Las Palmas. Deze droeg de naam Magec en Amen, wat taalkundig de betekenis van Heer lijkt te hebben. In het Berbers van de Touareg lijkt de naam Amanaai "God" te betekenen.
De oude Libiërs vereerden de zonsondergang, wat is geassocieerd met Amon die ramshorens had. Naast de Zon vereerden de Berbers de bergen, (zoals het Atlasgebergte), rotsen, grotten en rivieren.

## Overeenkomsten met het Oud-Egyptische geloof
De oude Egyptenaren waren het buurvolk van de Berbers, met wie ze ten dele een gemeenschappelijke Sahara-oorsprong deelden. Daarom denkt men dat sommige godheden door zowel de oude Libiërs als Egyptenaren werden vereerd. In ieder geval kan men Egyptische godheden onderscheiden die verwant zijn aan het Berberse pantheon.
Volgens Herodotus vereerden de Libiërs Isis en Seth:
Hoewel, geen van deze stammen de smaak van het koeienvlees ooit kende, weigeren ze het te eten om dezelfde reden als die van de Egyptenaren, noch fokken ze zwijnen. Zelfs in Cyrene denken de vrouwen dat het een zonde is om de koeienvlees te eten. Op deze manier vereren ze Isis, de Egyptische godin die ze vereren met vasten en festivals. De vrouwen van Barca weigeren niet alleen het vlees van de koeien, maar ook dat van de zwijnen.— Herodotus: De Historiën
Deze Berbers zouden varkensvlees niet mogen eten, omdat het zwijn werd geassocieerd met Seth, terwijl ze geen koeienvlees aten omdat het geassocieerd was met Isis.
Osiris was mogelijk een van de Egyptische godheden die werden vereerd in Libië. Een aantal deskundigen meent dat Osiris een Libische oorsprong zou hebben: Alles, wat er geschreven is met betrekking tot Osiris in alle perioden, wijst erop dat hij een autochtone god is in Noordoost-Afrika, en dat zijn vaderland eventueel Libië was.- Dr. Budge
De Egyptenaren beschreven sommige van hun godheden als Libische goden, zoals Neith die volgens Egyptische inscripties vanuit Libië kwam en zich in de Nijldelta vestigde. Neith was volgens sommige legenden geboren rond het Tritonmeer in het huidige Tunesië.
Het is ook opmerkelijk dat sommige Egyptische godheden werden afgebeeld met Berberse (Oud-Libische) kenmerken zoals Amaoenet, die werd geschilderd met twee pluimen zoals volgens Egyptische tekeningen door de Libische leiders als haarversiering werden gebruikt.

### Amon als gemeenschappelijke godheid
Amon was de belangrijkste gemeenschappelijke god in zowel het Egyptische als het Berberse pantheon die het sociale leven in Noordwest-Afrika beïnvloedde.
De Libische Amon werd vereerd door de oude Grieken in Cyrenaica, en werd in Carthago vereenzelvigd met de Fenicische oppergod Baäl. Sommige tekeningen van de ram zijn verspreid over heel Noordwest-Afrika, teruggaand tot het stenen tijdperk (tussen 9600 v.Chr. en 7500 v.Chr.) De tempel van Amon in Siwa is de bekendste tempel van de Berberse Amon.
Er wordt ook gesteld dat de namen van de oude Berberse stammen Garamanten en Nasamoniërs afgeleid zouden zijn van de naam Amon.

## Overeenkomsten met het Fenicisch geloof
De Feniciërs waren oorspronkelijk een Semitisch volk dat aan de kust van het huidige Libanon woonde. In 814 v.Chr. stichtten ze Carthago, waar de zogenaamde Punische cultuur ontstond die zowel Berberse als Fenicische wortels had.
Toen de Feniciërs zich vestigden in Noordwest-Afrika, beperkten ze hun aanwezigheid aanvankelijk tot de kustgebieden om ongewenste strijd met de Berbers te vermijden. Ze vereerden twee belangrijke godheden: Baal en Astarte.
Na de slag bij Himera (480 v.Chr.) begon Carthago zich met de Berberse stammen te alliëren tegen de Grieken. Naast politieke veranderingen namen de Carthagers twee belangrijke Berberse godheden aan: Amon en Tanit.
Baal, de oppergod die werd aanbeden in Carthago, werd vereenzelvigd met de Libische Amon en hieruit ontstond Baal-Hammon. De tekeningen van deze god zijn te vinden in diverse plaatsen in Noordwest-Afrika.
De godin Astarte werd vervangen door Tanit, die wordt beschouwd als een Libische godin. De naam Tanit heeft taalkundig gezien een Berberse vorm, want de Berberse namen beginnen en eindigen met een t. Sommige deskundigen geloven dat de Egyptische godin Neith niemand anders dan de Libische Tanit of Ta-neith was.

## Overeenkomsten met het Oud-Griekse geloof
De contacten tussen de Berbers en de Oude Grieken begonnen in Cyrenaica waar de Grieken zich uiteindelijk hebben gevestigd. De Grieken hebben het Berberse pantheon beïnvloed zoals zij ook terug beïnvloed werden.
De naam Cyrenaica is te herleiden tot een mythische Berberse vrouwelijke krijger genaamd Cyre die bekendstond voor haar moed en als leeuwenjager. De Griekse kolonisten benoemden haar als beschermer van hun land naast Apollo.
De Grieken van Cyrenaica wijdden een tempel aan Amon, die later werd geïdentificeerd met Zeus. Sommige Cyreniërs bleven Amon aanbidden, wiens cultus zo wijdverspreid was onder de Grieken dat Alexander de Grote zelf, zoals de legende zegt, naar Siwa is getrokken om geadopteerd te worden door Zeus-Amon.
De oude schrijvers beschouwden sommige Griekse godheden als van Libische oorsprong. De dochter van Zeus, Athena werd door sommigen, zoals Herodotus, herleid naar een Libische godin. Deze schrijvers beweerden dat ze oorspronkelijk vereerd werd rond het Meer Tritonis, waar ze volgens de Libische legende geboren is uit Poseidon en Triton. Herodotus schreef dat de Aegis en de kledij van Athena typerend waren voor de Libische vrouwen.
Daarnaast beschrijft hij Poseidon (De broer van de Griekse oppergod Zeus) als een Libische god. Hij benadrukte dat geen enkel volk Poseidon vereerde vóór de Libiërs, van wie zijn cultus was overgenomen:
En de goden nu, wier namen zij beweren niet te kennen, (…), behalve Poseidon, want die god hebben zij van de Libiërs geleerd. Want geen volk heeft van de aanvang de naam van Poseidon bij zich gehad, behalve de Libiërs, en dezen vereerden die god van oudsher.— Historiën 2:50
Onder andere mythische figuren was Lamia vermeend uit Libië te zijn gekomen, zoals ook Medusa en de Gorgonen.
Volgens sommigen waren de Hesperiden gesitueerd in het huidige Marokko, op basis van sommige mythische verhalen mogelijk in Tanger, waar Antaios leefde. Ze waren vermeend dochters van de reus Atlas te zijn, die geassocieerd werd met de berg Atlas. volgens Strabo en Herodotus werd de berg Atlas vereerd door de Berbers.
Na de slag bij Irassa kwam een einde aan de harmonie tussen de Grieken en de Berbers. Battus II begon heimelijk andere Griekse groepen uit te nodigen om zich te vestigen in Cyrenaica, iets wat de Berbers niet op prijs stelden. De Berbers zagen de strategie van Battus II als bedreiging voor hun bestaan. Hierop begonnen de Berbers oorlog te voeren tegen de Grieken. Ze allieerden zich met een Egyptische heerser genaamd Apries, en later met de Carthagers.

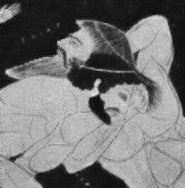
Antaios werd gekenmerkt door zijn lange baard en haar, in tegenstelling tot Herakles.

Sommige geleerden stellen dat de mythe van Antaios een weerspiegeling van deze strijd was. De legende vertelt dat hij een onverslaanbare koning van Libië was, de Beschermer van de Berberse landen, een zoon van de zeegod Poseidon en de aardgodin Gaia. Zijn vrouw heette Tinga of Tinjis. Hij beschermde de landen van de Berbers tegen de indringers en gebruikte hun schedels om een tempel te bouwen voor zijn vader Poseidon. Maar zijn heerschappij zou niet lang duren: De Griekse halfgod Herakles ontmoette Antaeus gedurende zijn zoektocht door Lybië, en maakte een einde aan zijn terreur. Heracles raakte bevriend met Tinjis en werd de vader van haar zoon, die de naam Sophax droeg, en van wie de Libische koningen beweerden af te stammen.
Terwijl Pindarus Antaios als koning van Irassa noemt, vertelt Plutarchus dat de Libiërs hem begroeven in Tinjis (de huidige Marokkaanse stad Tanger). Hij schreef erover:
De Libiërs zeggen dat ze Antaios in deze stad hebben begraven; en Serterius heeft zijn graf geopend, maar zijn grote maat liet hem de barbaren niet geloven...— Plutarch, The Parallel Lives
In de Griekse iconografie zijn de uiterlijke kenmerken van Antaios duidelijk te onderscheiden van het Griekse uiterlijk. Hij werd getekend met lange baard en haar op de Griekse iconen, wat ook typerend voor de oostelijke Libiërs was, zoals weergegeven in Egyptische schilderingen.

## Overeenkomsten met het Romeinse geloof
De Berberse Numidiërs waren bondgenoten van de Romeinen tegen Carthago. Na de zege werd Numidië zelf geannexeerd door het Romeinse Rijk. De Berbers vochten nu tegen de Romeinen en later de Byzantijnen. Ze hadden oorlogsgoden zoals Gurzil en Ifri.
De godin Ifri of Ifru was de beschermer van de Berbers die haar vanaf de eerste eeuw voor Christus afbeeldden op hun munten. Plinius de Oudere schreef dat niemand in Afrika iets durfde te doen zonder raad van Afrika (de Latijnse naam voor Ifri). Toen de Romeinen Noordwest-Afrika veroverden adopteerden ze deze godin, waarna ze ook op Romeinse munten stond.
Gurzil was een zoon van Amon en een oorlogsgodheid in de vorm van een stier. Hij werd meegenomen in de oorlogen tegen de Romeinen en Byzantijnen. Corippus schreef over de leider van de Laguatan (of Luwata):
Iarna nam zijn god mee in zijn oorlog tegen de Byzantijnen. Iarna was een Moorse heerser en opperpriester van Gurzil. Hij werd vermoord door de Byzantijnen. Nadat de Moren werden verslagen, vluchtte hij met de heilige afbeelding van zijn god Gurzil. Maar hij werd achtervolgd en vermoord, en de afbeelding van Gurzil werd ook vernietigd.
Onder de historische overblijfselen in Ghirza in het huidige Libië is een tempel die mogelijk gewijd was aan Gurzil. De naam Ghirza zelf is mogelijk genoemd naar hem.
Nadat Noordwest Afrika een deel van het Romeinse Rijk werd, begonnen de Berbers Romeinse godheden te vereren zoals Jupiter die volgens bepaalde bronnen bij de Berbers bekend was als Mastiman. Jupiter werd ook vereenzelvigd met de Libische Ammon.
Saturnus was een andere gevreesde god in Noord-Afrika. Hij communiceerde met zijn volgelingen in hun dromen, en Noordwest-Afrikanen vereerden hem met mensenoffers, wat ook opgemerkt was door Tertullianus die schreef dat in Afrika kinderen openlijk aan Saturnus werden geofferd. De historici denken dat deze Noord-Afrikaanse Saturnus meer verwant was aan Baäl-Hammon dan aan de Romeinse god.
Toen Septimius Severus, een autochtone Libiër, Romeins keizer werd, werd de cultus van Tanit geïntroduceerd in Rome.